# Pachyneuron chambaense
Pachyneuron chambaense är en stekelart som beskrevs av Mani och Saraswat 1974. Pachyneuron chambaense ingår i släktet Pachyneuron och familjen puppglanssteklar. Inga underarter finns listade i Catalogue of Life.